# Abadía de Niederaltaich
La Abadía de Niederaltaich (en alemán: Kloster Niederaltaich) es un complejo religioso de la orden benedictina fundado en el 731 (o, posiblemente, 741), situado en el pueblo de Niederalteich en el Danubio, en Baviera, Alemania.
Después de su fundación por el duque Odilo de Baviera, el monasterio, dedicado a San Mauricio, fue colocada por los monjes de la abadía de Reichenau bajo el control de Pirminius. Se considera que Eberswind, el primer abad, fue el compilador de la Lex Baiuvariorum, el primer código de derecho de las personas de Baviera.
La abadía fue disuelta por la secularización de Baviera en 1803. En 1918, con la ayuda de un profesor de teología, Franz Xaver Knabenbauer, natural de Niederalteich, un monasterio fue restablecido aquí y se instalaron llegados desde la abadía de Metten. En 1932 la iglesia del monasterio recibió del papa el título de basílica menor.

## Véase también

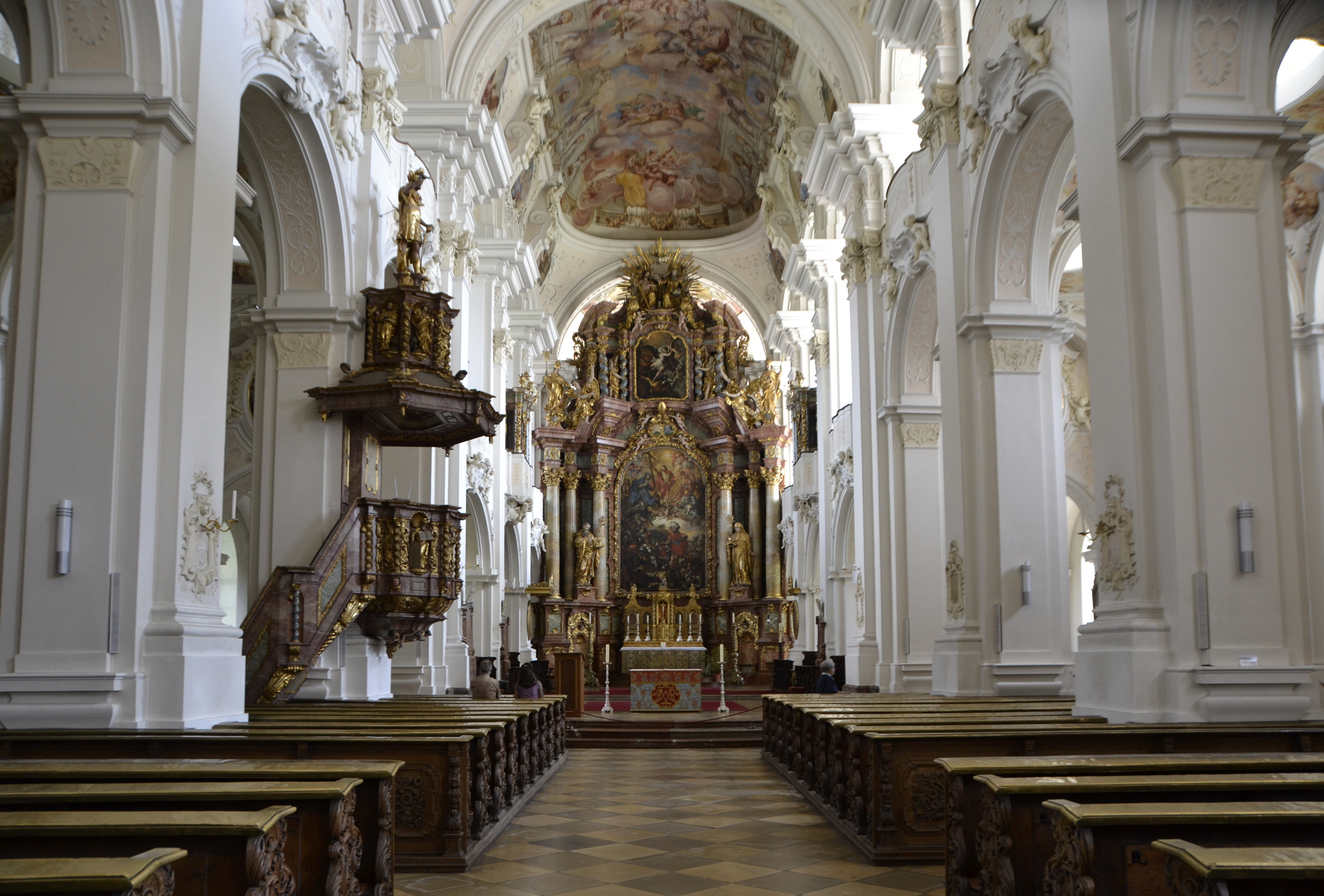
Vista interna de la basílica